# I. e. 118
Évszázadok: i. e. 3. század – i. e. 2. század – i. e. 1. század
Évtizedek: i. e. 160-as évek – i. e. 150-es évek – i. e. 140-es évek – i. e. 130-as évek – i. e. 120-as évek – i. e. 110-es évek – i. e. 100-as évek – i. e. 90-es évek – i. e. 80-as évek – i. e. 70-es évek – i. e. 60-as évek
Évek: i. e. 123 – i. e. 122 – i. e. 121 – i. e. 120 –  i. e. 119 – i. e. 118 – i. e. 117 – i. e. 116 – i. e. 115 – i. e. 114 – i. e. 113

## Események

### Róma
- Quintus Marcius Rexet és Marcus Porcius Catót választják consulnak. Utóbbi meghal hivatali ideje alatt. Q. Marcius Rex az Alpok közelében élő gall stoeni törzs ellen arat győzelmet.
- Domitius Ahenorbarbus megalapítja Narbo Martiust, az első római coloniát az Alpokon túli Galliában.
- Lucius Caecilius Metellus sikerrel fejezi be a dalmáciai hadjáratot és felveszi a Delmaticus melléknevet.

### Észak-Afrika
- Meghal Micipsa numida király. Végakaratában országát két fia, Adherbal és Hiempsal, valamint fogadott fia, Jugurtha között osztja szét.

## Halálozások
- Micipsa, numida király

## Fordítás
- Ez a szócikk részben vagy egészben  a(z)   119 av. J.-C. című francia Wikipédia-szócikk ezen változatának fordításán alapul.  Az eredeti cikk szerkesztőit annak laptörténete sorolja fel. Ez a jelzés csupán a megfogalmazás eredetét és a szerzői jogokat jelzi, nem szolgál a cikkben szereplő információk forrásmegjelöléseként.